# شمال غربی تاسمانی
وست تاسمانی (به انگلیسی: North West Tasmania) یکی از ده ناحیه ایالت تاسمانی در کشور استرالیاست. این ناحیه دارای آب و هوای معتدل به همراه بارش متناوب باران است و از جنگل‌های انبوه و جریان‌های آب سطحی سرشاری برخوردار است. از اینرو یکی از مناطق پربازدید گردشگران است. از مهمترین جاذبه‌های گردگشری طبیعی این منطقه می‌توان موارد زیر را برشمرد:
- رشته‌کوه دایل
- دریاچه داو
- پرتگاه فسیل
- رود لیون
- رود ژولیوس
- پارک ملی راکی کیپ
- دریاچه چیشلم